# 岡林次男
岡林 次男（おかばやし つぐお、1907年1月1日 - 1982年10月23日）は、日本の経営者、工学博士。高知県出身。

## 経歴
1935年に大阪帝国大学工学部機械学科を卒業し、同年にクラレに入社。1959年11月に取締役に就任し、常務、専務を経て、1971年5月に副社長に就任し、1975年5月に社長に昇格した。
1972年1月に学位を取得した。
1982年10月23日腎不全のために死去。75歳没。